# Karlfried Bergner
Karlfried Bergner (* 17. September 1960 in Nürnberg) ist ein deutscher Diplomat. Er war von 2016 bis 2019 deutscher Botschafter in Kuwait und ist seit August 2023 deutscher Botschafter in Albanien.

## Werdegang
Karlfried Bergner studierte von 1979 bis 1982 Betriebswirtschaft an der Berufsakademie Mannheim. Nach dem Abschluss dieses Studiums als Diplom-Betriebswirt studierte er bis 1986 Rechtswissenschaften an der Universität Mannheim und absolvierte den juristischen Vorbereitungsdienst am Landgericht Heidelberg.
1989 trat Bergner in den Auswärtigen Dienst ein und absolvierte den Vorbereitungsdienst für den höheren Auswärtigen Dienst. Erste Einsätze führten ihn an die deutschen Botschaften in London, Panama und Nigeria.
Ab 2002 war Bergner Ausbildungsleiter für den Höheren Dienst an der Diplomatenschule des Auswärtigen Amtes. Von 2006 bis 2008 war er Leiter der politischen Abteilung an der Botschaft in Madrid.
Danach bekleidete Bergner einige Jahre die Stelle eines Referatsleiters im Auswärtigen Amt, zuständig für den Bereich Südosteuropa. Hier trat er unter anderem als Redner beim Außenwirtschaftstag des Bundesministeriums für Ernährung, Landwirtschaft und Verbraucherschutz im Forum Rumänien/Bulgarien auf. Sein Referat organisierte selbst Foren wie im April 2011 das 6. Deutsch-Spanische Forum oder das Deutsch-Portugiesische Forum, das im Jahr 2012 seine Arbeit aufgenommen hatte.
Im Anschluss, von 2013 bis 2016 war Bergner Mitarbeiter der Deutschen Botschaft in Washington, wo er u. a. Lageberichte an das Deutsche Außenministerium sandte, so zu Embargomaßnahmen der USA, zu demographischen Tendenzen und zu Grundstimmungen der USA-Bürger gegenüber Deutschland.
In den Jahren 2016 bis 2019 hatte die deutsche Regierung Karlfried Bergner als Außerordentlichen und Bevollmächtigten Botschafter der Bundesrepublik Deutschland in Kuwait berufen. Hier hatte er unter anderem für eine erfolgreiche Zusammenarbeit kuwaitischer und deutscher Unternehmen zu sorgen, so begleitete er auch den ehemaligen Bundesverkehrsminister Peter Ramsauer bei einer Erkundungsreise über neue Kooperationsmöglichkeiten in Kuwait.
Im Juni 2019 endete Bergners Amtszeit in Kuweit.  Bergners Nachfolger im Amt des Botschafters wurde Stefan Möbs, der im August 2019 akkreditiert wurde. Bergner leitete danach das Kompetenzzentrum Führung im Auswärtigen Amt sowie, ab 2022, den Arbeitsstab Bundesaufnahmeprogramm für Afghanistan
Im August 2023 wurde Bergner deutscher Botschafter in Albanien.

## Privates
Karlfried Bergner ist verheiratet und hat einen Sohn. Zu seinen Interessen gehören Geschichte, Kultur und Architektur.

## Veröffentlichungen
- Beitrag Auswahl und Ausbildung für den höheren Dienst in: Enrico Brandt, Christian Bück (Hrsg.): Auswärtiges Amt. Diplomatie als Beruf, 2006, VS Verlag für Sozialwissenschaften. S. 275 ff.